# Puerto de Huelva
El puerto de Huelva es un puerto atlántico situado en los municipios españoles de Huelva y Palos de la Frontera, comunidad autónoma de Andalucía, que da hacia la ría de Huelva. Las instalaciones dependen del organismo Puertos del Estado. Su presidente es Alberto Santana Martínez, y su director  Alfonso Peña. En 1969 se convirtió en el primer puerto autónomo del país.

## Historia

### De la Antigüedad a la Edad Moderna
En época tartesia existía un importante comercio de metales preciosos como oro, plata y cobre procedente de la cuenca minera de Huelva y que, a través del río Tinto, terminaba en la ría de Huelva. Esa zona se convirtió en un puerto de intercambio con orientales del mediterráneo (fenicios sobre todo y griegos). Siglos después, en época romana, su importancia durante el reinado de Octavio Augusto permitió que se conectara con calzadas como la Vía de la Plata hasta Hispalis o Augusta Emerita. Importancia que continuaría en la Edad Media, junto con el cercano de Isla de Saltés, dando salida a los productos de todo el Reino de Niebla. 
Pero fue en el siglo XV cuando este, y sobre todo los cercanos puertos de Moguer y Palos de la Frontera, se convirtieron en punto de partida para las rutas a las islas Azores, Canarias, las costas de África y el continente americano. En los siglos siguientes el puerto se desplazó más hacia el sur mientras que diversos factores estancaron la población de la zona, desde entonces y hasta finales del siglo XIX se consolidó como puerto pesquero más que de comercio.

### Puerto de minerales
Dos fueron los factores que a finales del siglo XIX y principios del siglo XX permitieron su despegue final como puerto clave en la península ibérica: por un lado el hecho de que la división provincial de Tomás López en 1833 convirtiera a Huelva en la capital de la provincia homónima y, por otro, la llegada a la cuenca minera de diversas empresas mineras inglesas que necesitaban un puerto de mar adecuado para dar salida a la ingente cantidad de producción del norte de la provincia. 

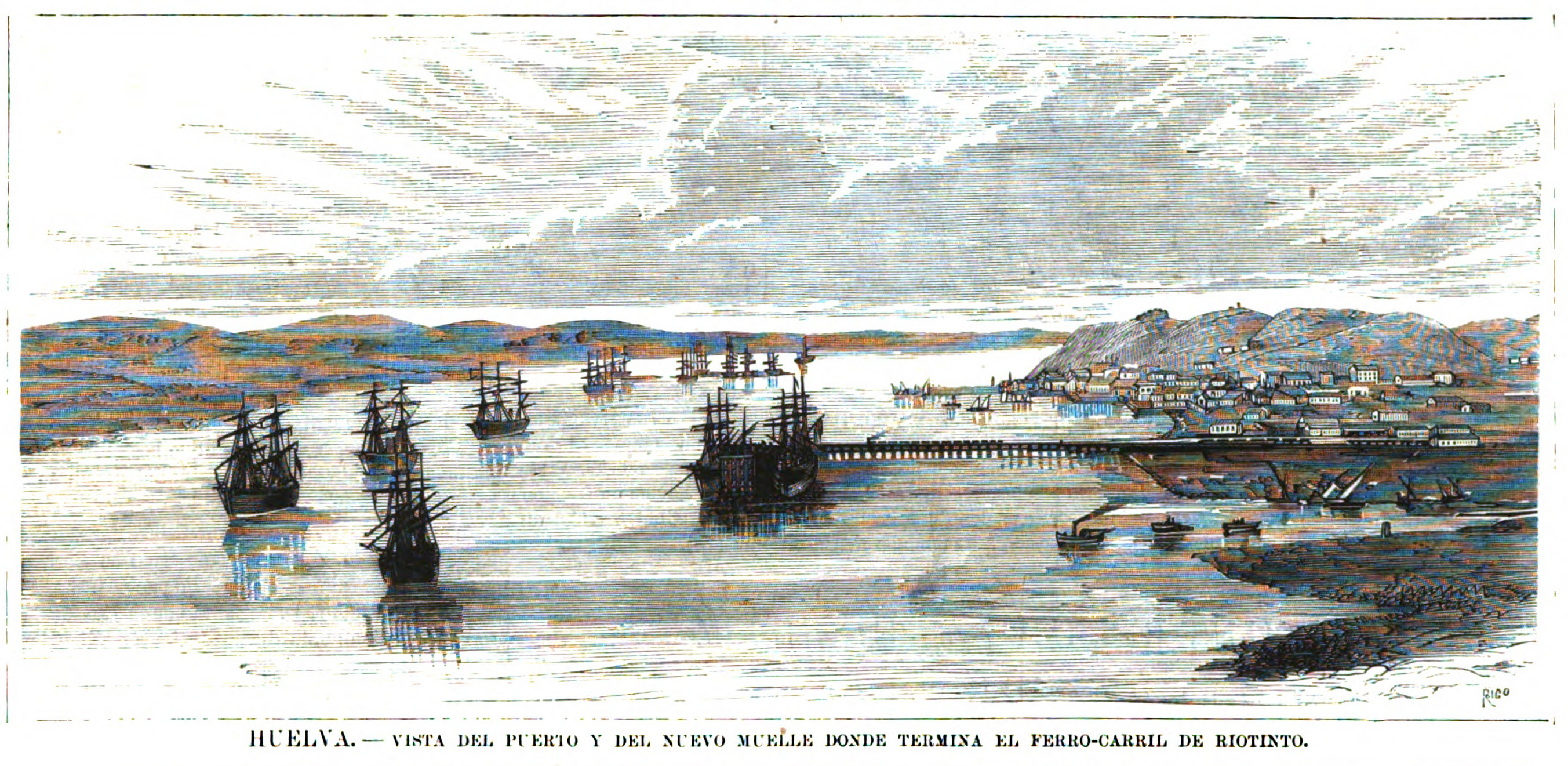
«Huelva.—Vista del puerto y del nuevo muelle donde termina el ferro-carril de Riotinto» (La Ilustración Española y Americana, 15 de agosto de 1875)

Así, la ciudad y su puerto se transforma progresivamente, construyéndose instalaciones como el muelle-embarcadero de mineral de la Rio Tinto Company Limited, el muelle-embarcadero de la Tharsis Sulphur and Copper Company Limited o el muelle de Levante, que transformaron la fisonomía del vetusto puerto pesquero en uno netamente industrial. Junto a estas construcciones que aún se conservan se construyeron otra serie de instalaciones ya perdidas como los muelles del Norte, del Sur, de Hierro, el embarcadero de pasajeros, el muelle de la Reina de Palos de la Frontera o el muelle de Larache. Muchas de ellas se encontraban conectadas a las propias vías de tren permitiendo así el desembarco directo del mineral en los barcos atracados en el puerto. Durante estas décadas el complejo portuario de Huelva llegó a disponer de una red de vías férreas de más de 20 kilómetros, con material de tracción propio y unas cocheras para locomotoras.

### Hacia la intermodalidad
Durante la década de 1960 se fue desarrollando el nuevo Polo Químico de Huelva, un importante complejo industrial cuyo recinto se encontraba situado al sur de la ciudad, tras cruzar el río Tinto. En las áreas de Punta del Sebo y Coto de Palos se levantaron diversas instalaciones de carácter portuario ligadas al Polo Químico, lo que pasó a conocerse como «Muelle Sur». Con la instalación de nuevas plantas industriales y de la Refinería de La Rábida se fue construyendo una red de vías férreas, derivaciones y ramales que tiene una longitud de 32 kilómetros. Se habilitó un enlace de todo este complejo de vías con la línea Sevilla-Huelva a través de la bifurcación de Las Metas.
Paralelamente, desde la década de 1970 las instalaciones del puerto histórico fueron siendo desmanteladas, al tiempo que la zona era rehabilitada para usos deportivos y recreativos. Además, los cargaderos de mineral de Rio Tinto y Tharsis fueron quedando fuera de servicio durante el último tercio del siglo XX.

## Actividad portuaria
En la actualidad el puerto de Huelva se sitúa como uno de los puertos españoles de mayor actividad, competitividad y crecimiento sobre todo por su situación estratégica para el comercio con África; concretamente es el quinto a nivel nacional y el segundo de Andalucía.
Se divide en dos sectores: el puerto interior (en la ciudad) y el puerto exterior (el principal y de carácter provincial).
- Puerto interior (compuesto por el muelle de Levante). Situado en término municipal de Huelva, fue construido en 1972, el denominado Muelle de Levante, sustituyó a unas instalaciones portuarias de inferior calidad construidas entre 1900 y 1910. Es el muelle de la ciudad que menor tráfico marítimo tiene pero, al ser el más céntrico y situarse en el núcleo urbano, es considerado como el auténtico puerto de la ciudad. Tiene como principal tráfico la pesca y el movimiento de mercancías limpias, como la pasta de papel, los ánodos y cátodos de cobre y los tripolifosfatos. Destaca en él una pequeña zona acotada en la que se encuentra el denominado Muelle o Glorieta de las Canoas y que enlaza Huelva con la localidad de Punta Umbría en verano por medio de un barco turístico. También son interesantes las cocheras de locomotoras, reducto del paso de las empresas inglesas por la ciudad. Asimismo es necesario destacar en el complejo del puerto los Astilleros de Huelva, en la zona de la entrada a la ciudad por el antiguo puente sifón. Es también importante como puerto pesquero dada la antigua tradición marinera de la ciudad; por ello existe una amplia flota pesquera especializada en la pesca de marisco (gamba, cigala, langostino) del Golfo de Cádiz y diferentes especies de peces como espáridos, dorada, dentón, pargo, sargo, lenguados o acedías. Para su comercialización existe una lonja que mueve ingentes cantidades de mercancía anuales a diferentes ciudades españolas. También es la sede de las patrulleras y guardacostas. En febrero de 2011, tras un concurso de ideas, fue elegido para su remodelación un proyecto de José Álvarez Checa.

Panorámica del puerto interior.

- Puerto exterior (compuesto por seis muelles). Situado en término municipal de Palos de la Frontera. En el año 1965, comienza a construirse en la zona el Polo Industrial por lo que se realizan las obras del nuevo puerto o Puerto Exterior al sur del Río Tinto. Se iniciaron con el Muelle Petrolero de Torre Arenilla y se culminaron con el Muelle Ingeniero Juan Gonzalo, construido entre 1972 y 1975. Al final de los años 1960 se termina también la construcción de los Puentes del Tinto (1967) y Sifón de Punta Umbría (1969) que enlazan los muelles (y la ciudad) con diferentes zonas de la provincia. Los antiguos muelles ingleses de Tharsis y Río Tinto y el antiguo muelle pesquero perdieron entonces su vieja actividad. De este modo, la transferencia de actividad hacia este nuevo complejo experimenta un impulso decisivo.
Será en el año 1975, coincidiendo con la ampliación del polígono industrial del Nuevo Puerto, en la cercana localidad de Palos de la Frontera, cuando el Puerto obtiene una ampliación de su zona de servicio en el puerto exterior. A partir de entonces, el puerto es el enlace esencial de las empresas del polo. Esta situación se confirmó aún más con la construcción en 1981 del dique Juan Carlos I. Este mismo desarrollo ha llevado paulatinamente al puerto hacia el sur.